# Nycteris major
Nycteris major — вид рукокрилих родини Nycteridae.

## Поширення
Країни проживання: Камерун, Центральноафриканська Республіка, Демократична Республіка Конго, Кот-д'Івуар, Гвінея, Ліберія, Замбія. Цей вид пов'язаний з низинними вологими тропічними лісами, можливо, поширюючись на вологі савани. Спочиває на деревах до трьох особин.

## Загрози та охорона
Виду, здається, потрібні досить великі дерева, і ймовірно йому загрожує вирубка лісів в результаті лісозаготівельної діяльності і перетворення лісів в сільськогосподарських цілях. Був записаний у національному парку в Кот-д'Івуарі.